# Vladimír Kratochvíl (právník)
Vladimír Kratochvíl (* 10. května 1948 Brno) je právník a vysokoškolský pedagog, emeritní profesor a bývalý vedoucí katedry trestního práva Právnické fakulty Masarykovy univerzity. Je autorem mnoha vědeckých publikací v oboru trestního práva.

## Život
V roce 1971 absolvoval Právnickou fakultu Univerzity Karlovy, poté se stal justičním čekatelem, ale už od roku 1973 začal působit jako odborný asistent na Právnické fakultě Masarykovy univerzity (tehdy Universita Jana Evangelisty Purkyně v Brně), kde již zůstal. V letech 1993–2002 byl také asistentem ústavní soudkyně Ivany Janů, poté ještě rok Miloše Holečka. Je dlouholetým členem redakčních rad časopisů Kriminalistika a Právní rozhledy.